# 정동윤 (축구 선수)
정동윤(1994년 4월 3일 ~ )은 대한민국의 축구 선수이며 포지션은 풀백이다. 현재 수원 삼성 블루윙즈에서 활약하고 있다.

## 축구인 경력

### 선수 경력
성균관대학교를 거쳐 2016년 광주 FC에 입단하였다. 같은 해 3월 19일 제주와의 홈 개막전에서 프로 데뷔전을 치렀다.
2018시즌 여름 이적시장을 통해 인천 유나이티드로 이적했다.